# フラッシュポイント (アーケードゲーム)
『フラッシュポイント』（FLASH POINT）はセガ・エンタープライゼス（後のセガ）より1989年に発表されたアーケード用落ち物パズルゲーム。使用基板はセガ・システム16。
前年に発売されたアーケード版『テトリス』に、セガ独自のアレンジを加えた続編である。

## ゲーム内容
基本的なルールは『テトリス』をそのまま踏襲しており、フィールドの上から落ちてくる4マスのブロックによって構成されたパーツ（テトリミノ）を操作して、横一列に隙間なく並べるとその列のブロックが全て消滅する。今作は、ゲーム開始時点でフィールド内には一定の形状にブロックが積み上がった状態になっており、最初から存在するブロックの中で金色に光るブロック（フラッシュポイント）を全て消去することでステージクリアとなる面クリア方式のパズルとなっているのが特徴。
ステージは全部で100面が用意されているが、全てのステージを順番にクリアしていく必要はない。ゲーム開始時とステージクリア時に表示されているステージから、次にプレイするステージを任意に選択できる。『テトリス』と同様に得点や消したラインの数の表記もあるが、基本的には面クリアまでにかかった時間の短さを競い、列を消しても得点は入らないため、オリジナルの『テトリス』とは別のゲーム性を見せることとなった。なお、ステージクリアまでの最短記録、ステージをプレイおよびクリアした延べ人数が基板に保存される。基板内の新記録を達成した場合、ボーナス点が入る。
同様に落ち物パズルを面クリアパズルにアレンジした例としては、『ぷよぷよ』をアレンジした『なぞぷよ』がある。

## 補足
開発当初は「ノーマルモード」として、前作『テトリス』と同様のエンドレスでプレイするモードも搭載される予定だったが、実際には没となった。
メガドライブ版も移植開発されたが、権利上の理由ではあるものの、同様の理由で発売直前に発売中止となった同機種移植版『テトリス』と異なり、こちらは開発を完了していながら発売予定スケジュールを決めることなくお蔵入りとなった。

## 移植版
PlayStation 2用ソフト『テトリスコレクション』（セガ、セガエイジス2500シリーズVol.28）
非公認の海賊版を除いて家庭用ゲーム機への移植版は出ていなかったが、2006年9月28日発売の『テトリスコレクション』で初の家庭用移植版が収録された。こちらには『テトリス』『ブロクシード』の各バージョンも同時収録されている。
『フラッシュポイント』はアーケードのセガ・システム16版のみならず、前述の通りにお蔵入りとなったが、開発を完了させていることを逆手に取る形でメガドライブ版も隠しタイトルとして復刻収録された。また、そのメガドライブ版には2人で1つのフィールドでプレイするダブルスモードや、自分で問題を作ることが出来るエディットモードが新たに搭載されている。

## その他
1996年に発売されヒットした、テトリスタイプのブロックゲームを内包した小型の液晶ゲーム機には、本作の点滅するブロックを消してステージクリアや、同社『ブロクシード』のアイテム要素などの仕様が使われていた。
- テトリン55
- ミニ・テトリン
- テトリスJr.